# Murano
Murano je otok u Venecijanskoj laguni, zapravo je i on poput Venecije skup od 7 otoka (arhipelag) povezanih mostovima.  Leži u sjevernom dijelu - lagune, svjetski je slavan po proizvodnji stakla, osobito lustera.
Nekoć je Murano bio nezavisna gradska komuna, ali je vremenom postao samo dio puno veće Venecije.

## Povijest
Murano je naseljen još za rimskih vremena, u 6. stoljeću tu se naselili stanovnici iz obližnjeg rimskih gradova Altina i Oderza. 
Isprva se otok razvio kao ribarska luka i sjedište proizvodnje soli, kasnije je postao i trgovište preko svoje luke koju je pak kontrolirao obližnji otok Sant Erasmo.
U 11. stoljeću stanovništvo otoka stalo je opadati zbog masovnog iseljavanja u venecijansku četvrt i otok Dorsoduro.  Murano je ispočetka poput Venecije imao svoje Veliko vijeće, koje je upravljalo komunom, ali od 13. stoljeća gradom upravlja venecijanski podesta.  Za razliku od drugih otoka u laguni, Murano je kovao svoj vlastiti novac.
1291. godine, svi proizvođači stakla natjerani su da se presele iz Venecije u Murano, zbog opasnosti od požara.  Nakon toga, nekoliko sljedećih stoljeća otpočela je velika proizvodnja i izvoz predmeta od stakla, ispočetka su to bile staklene perle i zrcala, kasnije su to bili predmeti od aventurin stakla (to je izmišljeno u Muranu). Murano je ubrzo postao sjedište staklarstva srednjovjekovne Europe, naročito su postali slavni lusteri iz Murana.  Od osamnestog stoljeća počela je opadati proizvodnja stakla u Muranu, jer su se u međuvremenu razvili i drugi centri staklarstva po Europi (Češka) i Murano više nije imao monopol na znanje. No unatoč tome, staklarstvo je ostala najznačajnija gospodarska grana na otoku.
U 15. stoljeću, otok je postao popularno ladanjsko odredište za Venecijance, koji su podigli brojne ljetnikovce na otoku, no vremenom je interes za Murano kao ladanjsko odredište splasnuo. Otok je bio poznat po svojim voćnjacima i povrtnjacima sve do devetnaestog stoljeća, tada je izgrađeno puno kuća za stanovanje na tim površinama.
Znamenitosti Murana su; crkva sv.Marije i sv. Donata (poznata po svojem bizantskom mozaiku iz 12. stoljeća i po relikviji u kojoj su navodno kosti zmaja kojeg je ubio Sveti Donat), crkva sv. Petra Mučenika, s kapelom obitelji Ballarin iz 1503. godine, te Palazzo da Mula. U gradu postoje brojne radionice za proizvodnju stakla, neke rade još od srednjeg vijeka, stakla, većina ih je otvorena za javnost. Murano dakako ima i Muzej stakla, smješten u velikoj palači Giustinian.

## Povijest proizvodnje stakla u Muranu
Murano je došao na glas kao centar proizvodnje stakla, nakon što je Venecije 1291. godine, odlučila preseliti sve radionice za proizvodnju stakla na taj tada udaljeni otok u laguni, jer su do tada izbijali česti neželjeni požari u tadašnjoj pretežno drvenoj Veneciji.
Ubrzo je ceh staklara stekao ugled najcjenjenijih građana na otoku. Od 14. stoljeća, staklari iz Murana - mogli su nositi mač (poput plemića), imali su i imunitet od kaznenih progona poput plemića, a njihove kćeri mogle su se udavati u najbolje plemićke kuće u Veneciji. S druge pak strane dobili su i neku vrst kazne, - nisu smjeli napuštati Murano 
pod nikakvim uvjetima. Na taj način Mletačka Republika željela je zaštititi tajnu proizvodnje stakla, što je u to doba bila izuzetno skupa i cijenjena roba. Ipak vremenom su mnogi staklari iz Murana, uz cijenu gubitka života i imovine otišli iz Murana u duge gradove po Italiji, pa naposljetku i u druge države poput Engleske i 
Nizozemske.
Staklari iz Murana ipak su držali monopol na proizvodnju kvalitetnih staklarskih proizvoda čak nekoliko stoljeća, jer se jedino u Muranu znalo i proizvodilo kristalno staklo, kao i mnogi drugi staklarski proizvodi: emajlirano staklo (smalto), staklo sa zlatnim nitima (aventurin), višebojno staklo (millefiori), mliječno staklo (lattimo), te brojne imitacije dragog kamenja napravljenog od stakla.
I danas se u Muranu proizvode istim tradicionalnim metodama brojni predmeti od stakla ; od predmeta suvremene umjetnosti i dizajna, do nakita, lustera i figurica za svačiji ukus.
Neke od muranskih manufaktura su najpoznatiji svjetski proizvođači stakla, to su: Venini, Barovier & toso i Seguso.
Najstarija manufaktura za proizvodnju stakla u Muranu, koja radi i danas je Pauly & C. - Compagnia Venezia Murano, osnovana 1866. godine.

## Vanjske poveznice
- Staklarski konzorcij Murano  Arhivirana inačica izvorne stranice od 21. veljače 2009. (Wayback Machine)